# Hugonia obtusifolia
Hugonia obtusifolia är en linväxtart som beskrevs av Charles Henry Wright. Hugonia obtusifolia ingår i släktet Hugonia och familjen linväxter. Inga underarter finns listade i Catalogue of Life.